# Zeijerveen
Zeijerveen – wieś w Holandii, w prowincji Drenthe, w gminie Assen.